# Otto Brenner

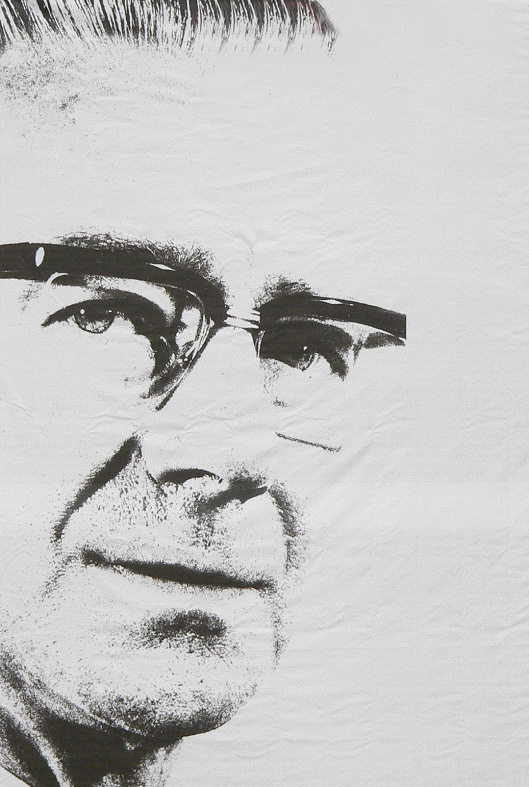
Otto Brenner

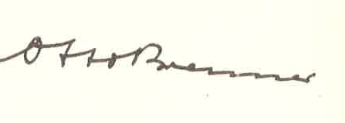
Unterschrift von Otto Brenner

Otto Brenner (* 8. November 1907 in Hannover; † 15. April 1972 in Frankfurt am Main) war ein deutscher Gewerkschafter, Politiker und 20 Jahre Vorsitzender der IG Metall. Nach ihm sind die Otto-Brenner-Stiftung, eine Stiftung der IG Metall zum Zweck der Förderung von Wissenschaft und Forschung, und der Otto-Brenner-Preis, eine jährlich verliehene Auszeichnung für kritischen Journalismus, benannt.

## Leben
Otto Brenner wuchs in einer Arbeiterfamilie in Hannover mit drei Geschwistern auf. Sein Vater war Orthopädiemechaniker und seine Mutter war Büglerin. Im Dezember 1918 erkrankte er als Elfjähriger an der Spanischen Grippe. Schon früh musste er durch Botentätigkeiten zum Familienunterhalt beitragen. Er war gelernter Betriebselektriker. Ab 1920 war er Mitglied der (Sozialistischen) Arbeiterjugend, 1922 des Deutschen Metallarbeiter-Verbandes, ab 1926 Mitglied der SPD und ab 1928 des Arbeiter-Abstinenten-Bundes. Er hat an mehreren Volkshochschulkursen und Vortragsreihen von Theodor Lessing teilgenommen. Als Elektromonteur wurde er von der Hanomag in Hannover-Linden 1931 entlassen; danach war er arbeitslos. Im selben Jahr trat er in die – in Opposition zur SPD stehende – Sozialistische Arbeiterpartei Deutschlands (SAP) ein. Er leitete mit seinem Bruder Kurt eine SAP-Widerstandsgruppe in Hannover, die eng mit dem Komitee für Proletarische Einheit um Eduard Wald zusammenarbeitete. Nach der nationalsozialistischen Machtergreifung 1933 wurde er verhaftet und 1935 vom Oberlandesgericht Hamm zu zwei Jahren Gefängnis verurteilt. Von 1936 bis 1945 arbeitete er als Elektromonteur bei der Elektro-Firma Meyer & Biedermann im Volgersweg 4 in Hannover. Mit dem Bekenntnis der Alleinverantwortlichkeit entzog er viele Verfolgte der Nazijustiz. Gegen Ende des Zweiten Weltkriegs lebte er wieder in Hannover, wo er die Bombardierung der Stadt miterlebte. Brenner schloss sich nach Kriegsende 1945 der SPD an und baute die Gewerkschaften in Niedersachsen mit auf.

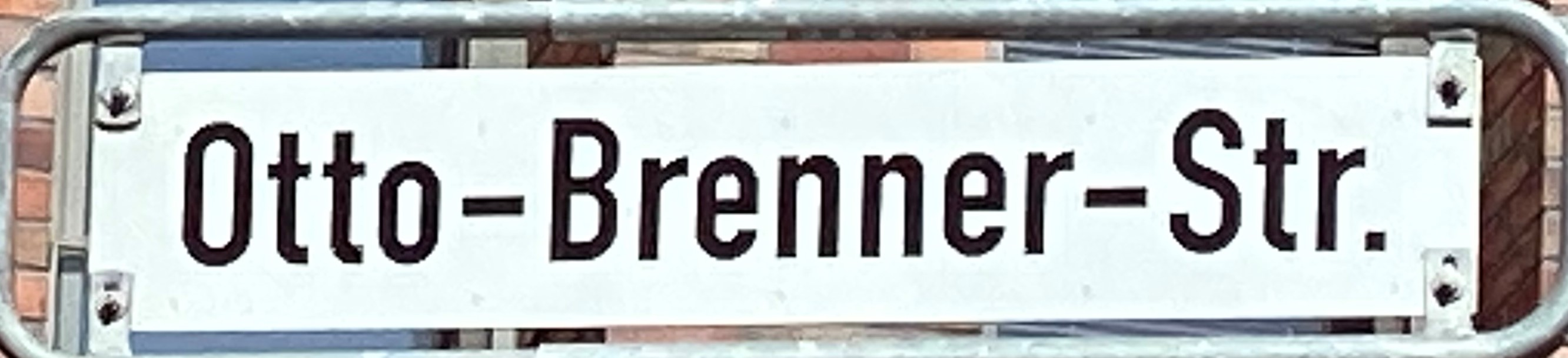
Straßenschild der Otto-Brenner-Straße in Hannover

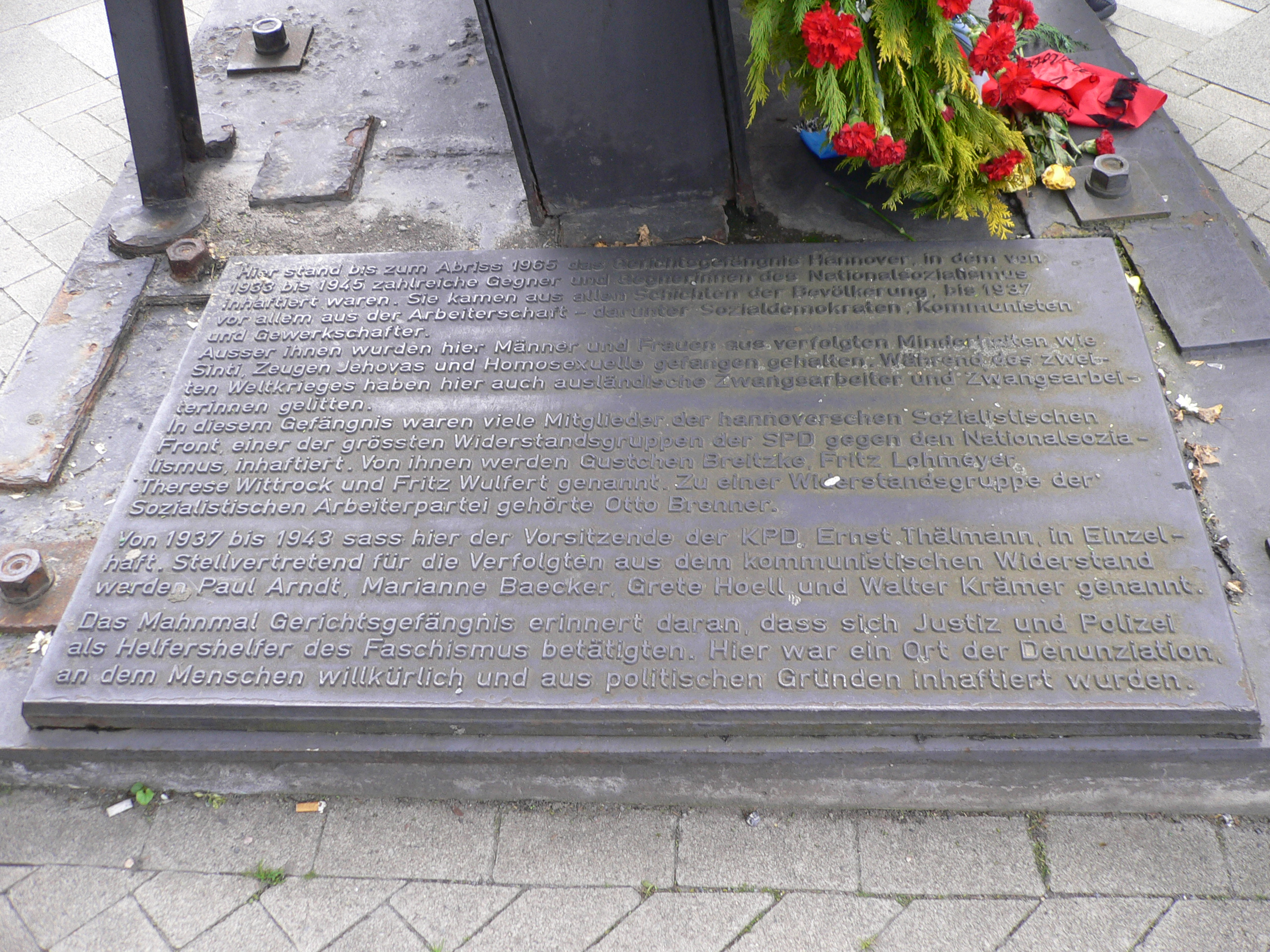
Inschrift des Mahnmals am Gerichtsgefängnis Hannover mit der Ehrung von Otto Brenner

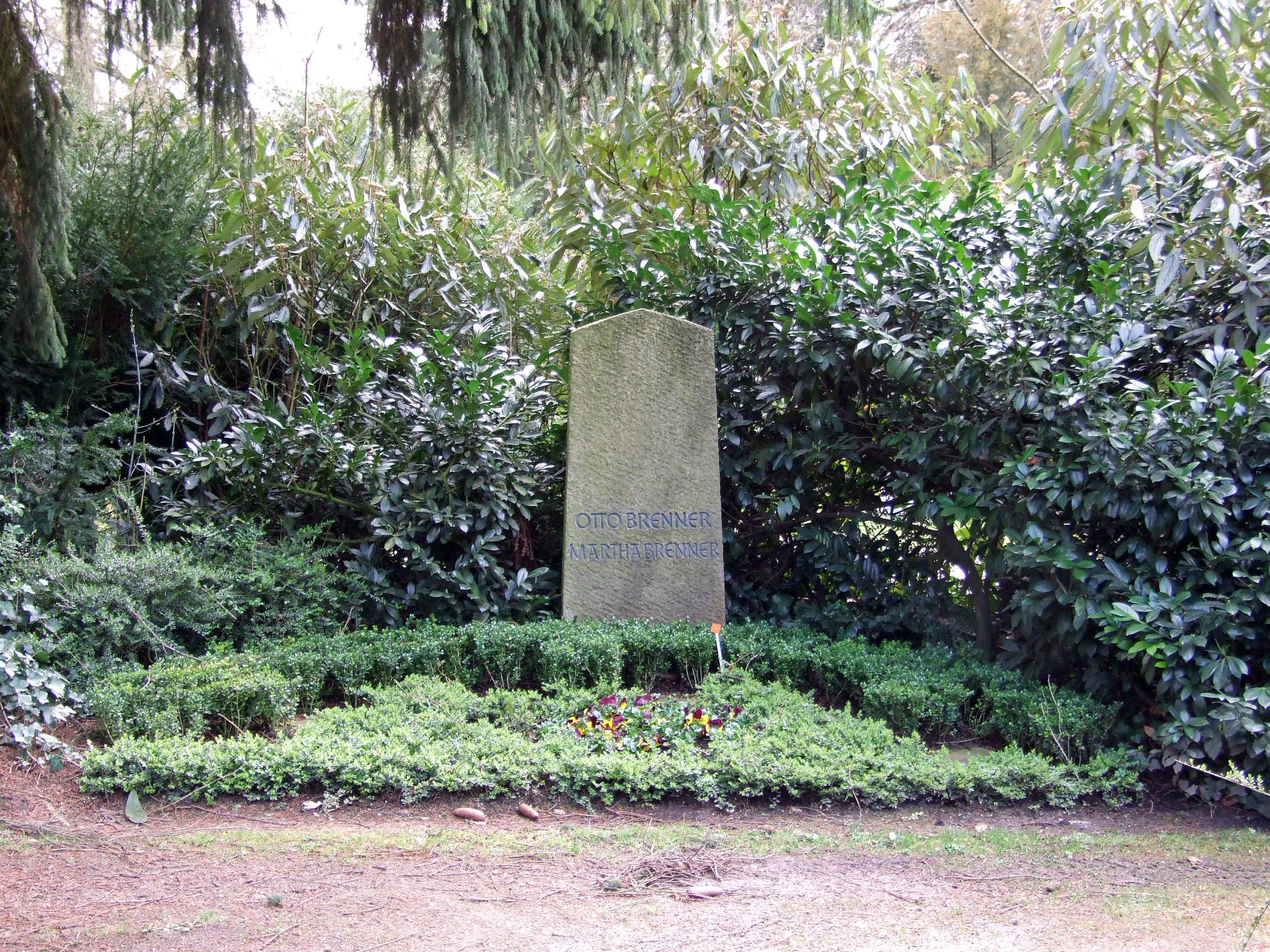
Grabstelle auf dem Frankfurter Hauptfriedhof

Otto-Brenner-Schule in Hannover mit Plakat zum 100. Geburtstag am 8. November 2007

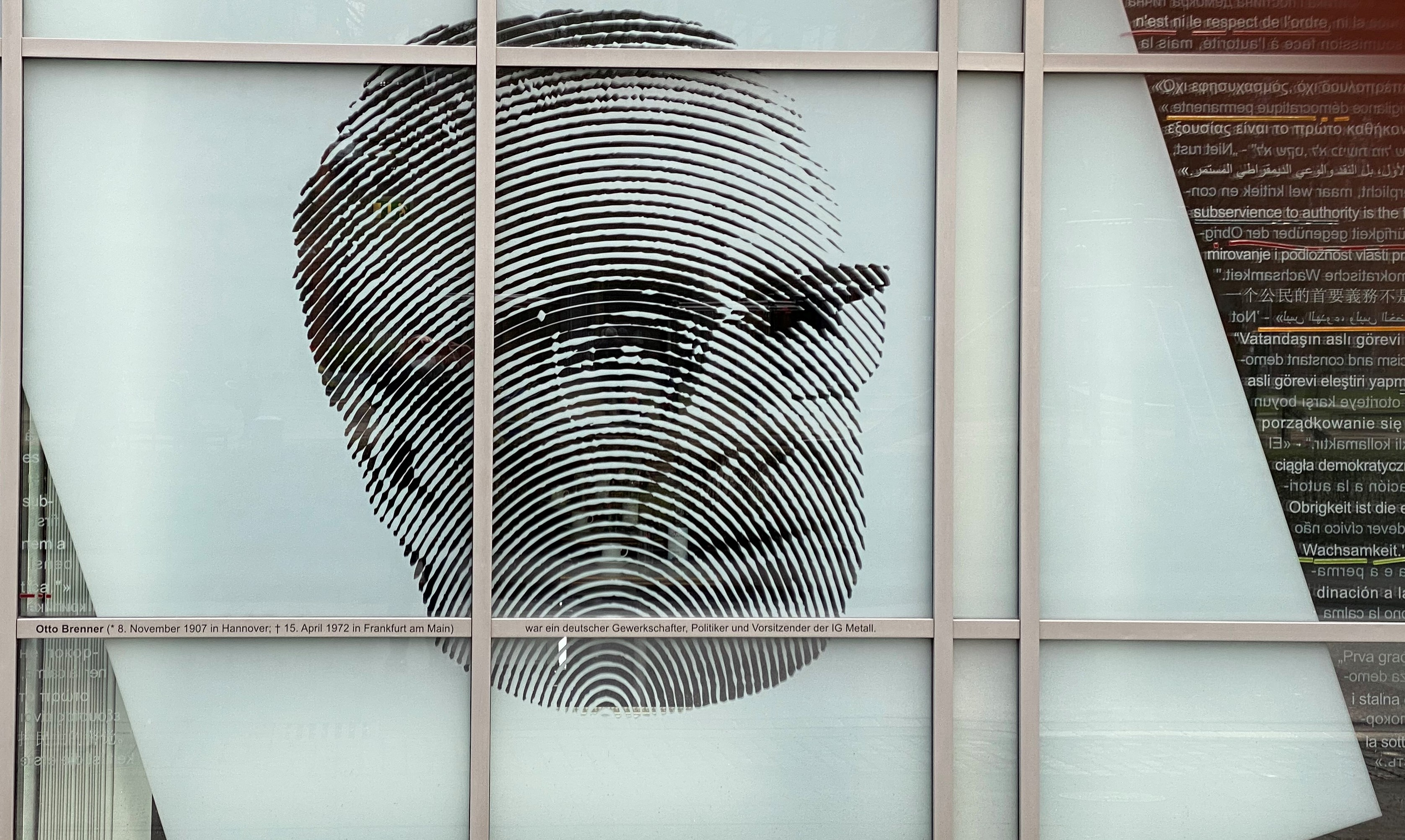
Glasportrait am IG Metall-Haus in Hannover

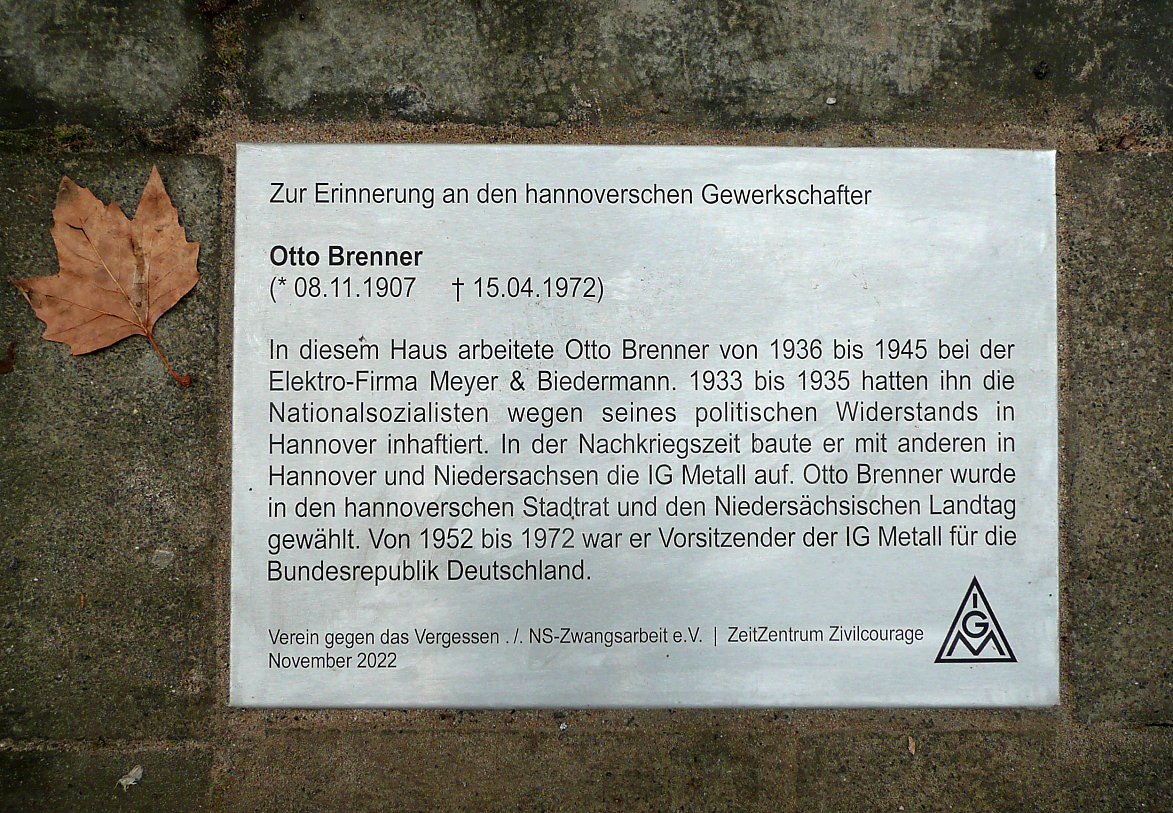
Bodentafel vor seiner ehemaligen Arbeitsstätte bei der Elektro-Firma Meyer & Biedermann in Hannover

1946 wurde Brenner in Hannover als 1. Vorsitzender der Wirtschaftsgruppe Metall der Allgemeinen Gewerkschaft in Niedersachsen gewählt. Sein handschriftlicher Lebenslauf zur Bewerbung vom 17. März 1946 ist überliefert. Anfang 1947 wurde er als 1. Bevollmächtigter der IG Metall Verwaltungsstelle Hannover gewählt. Am 31. Oktober 1947 wurde  Brenner als Bezirksleiter des IG Metall Bezirkes Hannover gewählt, der den größten Teil des Landes Niedersachsens umfasst. Er erregte überregional Aufmerksamkeit, als er mit dem Bode-Panzer-Streik den ersten Nachkriegsstreik organisierte. Streikziel war die Durchsetzung der Mitbestimmung.
Anfang der 1950er Jahre war Otto Brenner Mitglied des „Zehnerkreises“. Es war ein informeller Kreis wichtiger Entscheidungsträger bei der IG Metall und des DGB, die sich regelmäßig „heimlich“ trafen und hinter den Kulissen starken Einfluss auf die Personalauswahl und programmatische Entscheidungen der Gewerkschaften nahmen. Mitte der 1950er Jahre zerfiel der Kreis aufgrund divergierender gesellschaftspolitischer Konzeptionen.
Brenner war zwischen 1946 und 1953 zudem SPD-Ratsherr in Hannover und in der 2. Wahlperiode Mitglied des Niedersächsischen Landtags vom 6. Mai 1951 bis 15. Februar 1954. Er war vom 14. Juni 1951 bis 9. Februar 1953 Vorsitzender des Ausschusses für Sozialangelegenheiten.
Von 1952 bis 1956 war Otto Brenner gemeinsam mit Hans Brümmer gleichberechtigter Vorsitzender der IG Metall. 1956 wurde auf dem Gewerkschaftstag in Dortmund die Satzung der IG Metall geändert und die Titel 1. Vorsitzender und 2. Vorsitzender eingeführt. 1956 wurde Brenner schließlich 1. Vorsitzender, Hans Wöhrle zum 2. Vorsitzenden gewählt.  1961 wurde Otto Brenner zum Präsident des Internationalen Metallarbeiterbundes gewählt.
Die IG Metall agierte unter seiner Führung einerseits pragmatisch, was die kurzfristigen Ziele anging, jedoch am Aktionsprogramm des DGB orientiert und somit andererseits programmatisch gefestigt. Ein gewisses Maß an utopischem Überschuss prägte deswegen den Kurs der IG Metall. Das Ziel einer Neuordnung, wie es das Münchner Programm des DGB von 1949 anstrebte, wurde dabei keineswegs aufgegeben, jedoch nicht als kurzfristig realisierbar angesehen. Anders als die IG Bau-Steine-Erden unter Georg Lebers Führung entwickelte die IG Metall so einen „konfliktpartnerschaftlichen Kurs“.
Brenner arbeitete mit Intellektuellen wie Fritz Opel und Werner Thönnessen zusammen. Er hatte einen Brain Trust initiiert und verschaffte seiner Gewerkschaft durch eine professionelle Kommunikationsstrategie wichtige Vorteile gegenüber den Arbeitgebern. In seiner Zeit stieg die Mitgliederzahl von 1.600.457 (1952) auf 2.354.975 (1972) an. Die IG Metall wurde die größte Industriegewerkschaft der Welt und gewann auch international an Einfluss.
Die IG Metall beteiligte sich unter seiner Führung an den Protesten gegen die Wiederbewaffnung, die Aufstellung atomarer Waffen, demonstrierte zur Zeit der Spiegel-Affäre gegen die Bundesregierung und stand schließlich an der Seite der APO während der Notstandsgesetzgebung. Brenner und die IG Metall unterstützen das Kuratorium „Notstand der Demokratie“.
Von Otto Brenner stammt in diesem Zusammenhang das Zitat aus dem Jahr 1968: „Nicht Ruhe, nicht Unterwürfigkeit gegenüber der Obrigkeit ist die erste Bürgerpflicht, sondern Kritik und ständige demokratische Wachsamkeit.“
Am 15. April 1972 erlag Otto Brenner im Alter von 64 Jahren im Universitätsklinikum Frankfurt einer Herz-Kreislauf-Erkrankung.
Brenner, der seinen Intellekt als Autodidakt geschult hatte, war rund zwei Dekaden lang ein programmatischer Kopf der deutschen Gewerkschaften. Das Aktionsprogramm von 1956 und das DGB-Grundsatzprogramm von 1963 waren maßgeblich von seinem Denken geprägt. Als Otto-Brenner-Schule trägt die größte Berufsbildende Schule Metalltechnik • Elektrotechnik der Region Hannover (bbs|me) seinen Namen. 1972 wurde die Otto-Brenner-Stiftung gegründet. Sie ist die Wissenschaftsstiftung der IG Metall und residiert in Frankfurt am Main.

## Ehrungen
- 1967: Wilhelm-Leuschner-Medaille
- Otto-Brenner-Allee in Bremen-Tenever, benannt um 1970
- Otto-Brenner-Brücke in Nürnberg, Teil des Nürnberger Südrings und überspannt den Frankenschnellweg
- Otto-Brenner-Straße in Hamburg-Wilhelmsburg, benannt 1975
- 1972 wurde die Josephstraße in Hannover-Mitte umbenannt in Otto-Brenner-Straße.[14]
- in weiteren Städten gibt es Otto-Brenner-Straßen, u. a. in Göttingen, Lüneburg, Willich, Bielefeld, Frankfurt am Main, Dinslaken, Essen, Mülheim an der Ruhr, Dortmund
- Seit 2005 wird der Otto-Brenner-Preis für kritischen Journalismus verliehen.
- Glasportrait am IG Metall-Haus in Hannover am Postkamp 12
- Gedenktafel im Boden vor seiner ehemaligen Arbeitsstätte bei der Elektro-Firma Meyer & Biedermann in Hannover am Volgersweg 4

### Biografien
- Franz Walter: Gewerkschaften: Der Scharfmacher. einestages, 7. November 2007
- Brenner, Otto. Hessische Biografie. (Stand: 11. November 2020). In: Landesgeschichtliches Informationssystem Hessen (LAGIS).
- Jens Becker: Otto Brenner: Der kämpferische Gewerkschaftsführer. In: Jacobin. 15. April 2022.
- Otto Brenners handgeschriebener Lebenslauf

### Brenner als Namensträger
- Otto-Brenner-Stiftung
- Berufsbildende Schule Metalltechnik Elektrotechnik der Region Hannover Otto-Brenner-Schule
- Otto Brenner Preis für kritischen Journalismus